# Сеносъбирач на Томас
Сеносъбирач на Томас (Ochotona thomasi) е вид бозайник от семейство Пики (Ochotonidae).

## Разпространение
Видът е разпространен в Китай (Гансу, Съчуан и Цинхай).